# Hap Sharp
James "Hap" Sharp, född 1 januari 1928 i Tulsa i Oklahoma, död 7 maj 1993 i San Martín de los Andes i Argentina, var en amerikansk racerförare. Han fick smeknamnet "Hap", en förkortning av "Happy New Year", eftersom han var född 1 januari.

## Racingkarriär
Sharp körde några  formel 1-lopp i början av 1960-talet men var mest känd som delägare och förare av den revolutionerande sportvagnen Chaparral. Han bildade tillsammans med Jim Hall biltillverkaren Chaparral Cars i Midland i Texas 1962.
Sharp avslutade sin karriär efter säsongen 1965. Han begick självmord på grund av personliga problem 1993.

## F1-karriär
| Säsong | Stall/Tillverkare          | Poäng | Placering |
| ------ | -------------------------- | ----- | --------- |
| 1961   | Hap Sharp (Cooper-Climax)  | 0     | –         |
| 1962   | Hap Sharp (Cooper-Climax)  | 0     | –         |
| 1963   | Reg Parnell (Lotus-BRM)    | 0     | –         |
| 1964   | R R C Walker (Brabham-BRM) | 0     | –         |